# Gothic II
Gothic II là trò chơi điện tử thuộc thể loại hành động phiêu lưu do hãng Piranha Bytes phát triển và JoWooD Entertainment lo việc phát hành cho hệ máy tính cá nhân. Đây là phiên bản thứ hai trong dòng trò chơi Gothic, nối tiếp trò đầu tiên. Tác phẩm đã phát hành vào ngày 29 tháng 11 năm 2002 tại Đức sau đó mới bắt đầu phát hành ra thị trường quốc tế.
Bối cảnh của trò chơi là sau khi người anh hùng vô danh hạ được the Sleeper. Người anh hùng vô danh bị chôn sống dưới đống đổ nát cả tuần trước khi được pháp sư Xardas cứu ra bằng cách triệu hồi nhưng hy sinh bộ giáp ma thuật và trở nên yếu đi. Xardas đã nói về một hiểm hoạ mới với sự xuất hiện của những đội quân của các thế lực đen tối dưới sự chỉ huy của những con rồng và nhân vật chính sẽ phải đi tìm các cổ vật có sức mạnh chống lại và ngăn chặn hiểm họa mới này. Trong trò chơi người chơ có thể khám phá thế giới mở với nhiều hang động và nhiều nhiệm vụ phụ, để ý các tình tiết nhỏ nhưng rất chi tiết khác nhau. Cũng giống như các trò chơi nhập vai khác nhân vật sẽ lên cấp sau khi tích lũy đủ kinh nghiệm từ việc hạ đối phương hay hoàn tất nhiệm vụ, đọc sách... sau mỗi lần lên cấp người chơi sẽ có các điểm kỹ năng nhưng sẽ chẳng làm gì được với chúng cho đến khi tìm đến các thầy dạy. Các thầy dạy sẽ có các cấp độ khác nhau và có một số kỹ năng chỉ có thể do một nhân vật duy nhất trong trò chơi dạy. Khi thực hiện nhiệm vụ chính người hùng vô danh sẽ chọn một trong ba con đường ảnh hưởng rất mạnh đến lối chơi là pháp sư, hiệp sĩ và lính đánh thuê. Mỗi con đường sẽ đưa đến hàng loạt các nhiệm vụ phụ cũng như cách chơi khác nhau do các kỹ năng mà chỉ có các cấp nhân vật thuộc con đường đó có.
Trò chơi nhận được đánh giá rất cao tại Đức còn phiên bản quốc tế hoá thì nhận được nhiều đánh giá khác nhau nhưng nhìn chung là tốt. Phiên bản nối tiếp của trò chơi là Gothic 3 đã được thực hiện và phát hành vào ngày 13 tháng 10 năm 2006.

## Phát triển và phát hành
Công cụ dùng để thực hiện trò chơi là công cụ chỉnh sửa từ trò Gothic trước đó. Độ phân giải đã được cải thiện tăng lên và hiển thị thế giới chi tiết hơn ba lần phiên bản trước đó. Trong khi đó đồ hoạ thì lại ít chi tiết hơn so với các công cụ khác cùng thời và gần như không có thời gian chờ tải.
Trò chơi được xuất bản bởi JoWood tại Đức vào ngày 29 tháng 11 năm 2002 và sau đó phiên bản quốc tế do JoWood và Atari cùng hợp tác phát hành bắt đầu phân phối tại châu Âu vào ngày 13 tháng 6 năm 2003. Atari bắt đầu phát hành trò chơi tại thị trường Bắc Mỹ vào ngày 28 tháng 10 năm 2003. Phiên bản Trò chơi có một bản mở rộng là Gothic II: Night of the Raven đã phát hành vào ngày 21 tháng 8 năm 2003 với các bản đồ khu vực cùng các nhiệm vụ mới, bản mở rộng này chỉ được quốc tế hoá khi phát hành đính kèm trong phiên bản Gold Edition vào ngày 05 tháng 12 năm 2005.

## Đón nhận
Gothic II được đánh giá rất cao tại Đức, còn phiên bản quốc tế hoá thì nhận được nhiều đánh giá khác nhau nhưng nhìn chung là tốt dù có vài phàn nàn. Trò chơi nhận được số điểm gần như tuyệt đối cho thể loại nhập vai tại các trang mạng chuyên về trò chơi điện tử như RPGdot và Just RPG còn các trang khác như IGN và GameSpot thì được đánh giá với số điểm trung bình là 8/10 hoặc hơn riêng tại GameSpy thì Gothic II bị đánh giá là 2/5.
Một trong các nhận xét phàn nàn là phần đồ hoạ của trò chơi, ngoài ra phần dịch và lồng tiếng đối thoại của phiên bản quốc tế cũng bị chê khi các nhà phê bình cảm thấy việc thể hiện cứ như từ trên trời rơi xuống và nghèo cảm xúc hơn bản tiếng Đức cũng như việc lồng tiếng làm thay đổi chất giọng ấn tượng của các nhân vật như Diego.